# Les Valls d'Aguilar
Les Valls d'Aguilar este o localitate în Spania în comunitatea Catalonia în provincia Lleida. În 2006 avea o populație de 314 locuitori.
1. ↑  Nomenclátor Geográfico de Municipios y Entidades de Población (20240402 edition)
2. ↑   http://vallsaguilar.ddl.net/descripcio.php?seccio=Informaci%F3n&id_seccio=1856 Lipsește sau este vid: |title= (ajutor)
3. 1 2   http://www.idescat.cat/pub/?id=aec&n=925&t=2016 Lipsește sau este vid: |title= (ajutor)